# Donovan Carrillo
Donovan Daniel Carrillo Suazo (Zapopan, Jalisco, México; 17 de noviembre de 1999), citado como Donovan Carrillo, es un patinador artístico mexicano de la categoría masculina. Fue el campeón nacional 2020, calificó tres veces a la final en el Campeonato de Cuatro Continentes (2018, 2019, 2020), en el Campeonato Mundial Senior 2018, se convirtió en el primer patinador mexicano en clasificar a la final en un campeonato Mundial Senior, desde 2019 es el único patinador mexicano capaz de aterrizar el triple axel en una competición oficial ISU. En el 2021, se convirtió en el primer patinador mexicano en intentar un salto cuádruple en una competencia internacional (Challenge Cup) y obtuvo el lugar 20 en el Campeonato Mundial Senior 2021 realizado en Estocolmo, Suecia, lo que le permitió clasificar para los Juegos Olímpicos de Invierno Beijing 2022, una clasificación histórica, pues México no contaba con representantes en patinaje artístico sobre hielo en juegos olímpicos desde Albertville 1992 (Ricardo Olavarrieta y Mayda Navarro).
El puntaje obtenido en el U.S. International Figure Skating Classic (208.41) es el más alto obtenido por un patinador mexicano en una competencia internacional con el nuevo sistema de evaluación. Anteriormente fue campeón nacional en la categoría junior.
Formó parte de la delegación de México en los Juegos Olímpicos de Pekín 2022, compitió el 7 de febrero, consiguió su pase a la final y quedó en el lugar 22.
Vive en Toronto, Canada, ciudad donde entrena bajo la supervisión de Gregorio Núñez.

## Carrera como patinador

### Primeros años
A la edad de 4 años, entrenó en natación (clavados) y en gimnasia en el programa CODE (Comisión de Deportes Mexicana), donde representó a Jalisco en las Olimpiadas Nacionales en ambas disciplinas. En diciembre de 2007, Donovan decidió añadir el patinaje artístico a sus prácticas deportivas, animado por Gregorio Nuñez, que lo vio un día en una pista de hielo con su hermana. Empezó a entrenar en el Ice Land Ice Rink, y finalmente optó por el patinaje como su único deporte a la edad de 9 años, complementando su entrenamiento con clases de ballet en el Zayi Ballet Studio, dirigido por Ana Jurado. En el 2013, la Ice Land Ice Rink se cerró, por lo que Donovan y Gregorio Nuñez se mudaron a León, Guanajuato, en busca de un nuevo lugar de entrenamiento.
Su debut internacional junior fue en septiembre de 2013, en ISU Joven Magnífico Prix (JGP), que se llevó a cabo en la Ciudad de México.[cita requerida]

### Temporada 2016–2017
En septiembre del 2016, Donovan Carrillo participó en la serie de Junior Grand Prix (JGP), celebrado en Yokohama, Japón, captando rápidamente la atención del público con su programa libre "Hasta que te conocí", composición de Juan Gabriel. La nostalgia por la reciente muerte del artista y la impecable presentación del deportista llamaron la atención de millones en las redes y muchos consideraron su rutina como un tributo al 'Divo de Juárez' con algunos de sus movimientos de baile más conocidos, e incluso imita al cantante tomando una copa como solía hacerlo en sus presentaciones. Obtuvo el lugar 13.º. En octubre, participó por segunda vez en un evento de JGP y obtuvo el 9.º lugar. En esta ocasión, la competencia se llevó a cabo en Dresden, Alemania. En marzo del 2017, participó en el World Junior Figure Skating Championships, realizado en Taipéi, Taiwán, donde logró presentar únicamente el programa corto, obtuvo 53.92 puntos y quedó en el lugar 27.º; solo los 24 mejores clasificaron para la segunda etapa.

### Temporada 2017–2018
Haciendo su debut internacional senior, Carrillo se colocó en el lugar 9.º en el Torneo Filadelfia Summer Internacional, celebrado en agosto del 2017. Más adelante, consiguió su mejor resultado, al quedar 7.º en Brisbane, Australia.
En septiembre, compitió en el 2017 CS Nebelhorn Trofeo, con miras a obtener uno de los lugares para asistir a los Juegos Olímpicos de Invierno 2018. Los resultados fueron: lugar 19.º en el programa corto, 12.º en el libre y 14.º en general. Solo los siete mejores obtuvieron una plaza olímpica para sus respectivos países, lo que significó que Donovan no consiguió una plaza para la competencia olímpica.[cita requerida]
En enero de 2018, participó en el Campeonato de Cuatro Continentes, realizado en Taipéi. Calificó para presentar su programa libre tras obtener el puesto 22.º en el programa corto, 17.º en el libre, y logró el lugar 18.º en la tabla de puntuación general, superando a patinadores de China, Corea del Sur, Australia y Hong Kong e igualando/mejorando la posición histórica obtenida por otros patinadores mexicanos en versiones anteriores del evento (Mauricio Medellín fue 18.º en el 2002; Manuel Segura, 18.º, y Adrián Alvarado, 20.º, en el 2003; Miguel Ángel Moyrón, 18.º, en el 2004, y Humberto Contreras, 18.º, en el 2006).
A inicios de marzo del 2018, en Sofía, Bulgaria, se celebró el Torneo Mundial Junior, en donde Donovan mejoró su marca en el programa corto (61.37) y consiguió así pasar a la segunda fase en el puesto 19; lamentablemente, no pudo repetir su puntuación de Cuatro Continentes en el programa libre, y quedó en el lugar 21 (tras el retiro del patinador norteamericano Alexei Krasnozhon, por lesión), con un total de 168.68. Dos semanas después, más motivado que nunca, Donovan se trasladó a Milán, Italia, para participar en el Torneo Mundial Senior, en donde se ganó al exigente público por su calidad de interpretación y carisma y obtuvo tres nuevos mejores puntajes: 68.13 en el programa corto, 132.13 en el programa libre y un total de 200.76 (toda una proeza, considerando que no lanzó ningún salto cuádruple ni triple axel en sus presentaciones). Diversos medios de comunicación mexicanos indicaron que Donovan Carrillo se convirtió en el primer patinador mexicano que clasificó a la final de un torneo mundial. Cerró la temporada mostrando avances de su nuevo programa libre en una exhibición en Interlomas, en mayo de 2018.

### Temporada 2018–2019
Donovan inició la temporada anunciando que continuaría entrenando en León, Guanajuato, con Gregorio Nuñez, con la meta de participar en dos torneos Junior Grand Prix y otros senior, y obtener el TES mínimo con la nueva calificación de la ISU para volver a participar en los torneos de Cuatro Continentes y Mundos. Para ello, decidió incluir en sus programas saltos más complejos, como el triple axel y algunos saltos cuádruples (toe y salchow).
Participó en JGP Bratislava, donde tuvo algunos contratiempos con sus saltos (triple axel, flip) quedó en el lugar 11 tras el programa corto. Similares problemas se presentaron durante el programa libre, donde terminó en el lugar 11, con una puntuación total de 165.69 en la tabla general. Al parecer no logró participar en otra prueba de Junior Grand Prix por dificultades económicas. Se anunció su participación en la categoría senior en el Open México, en Querétaro, en el mes de septiembre, y durante su presentación sufrió algunas caídas en el programa libre, que al parecer le originaron una lesión en el tobillo derecho, y se retiró del evento sin terminar su presentación. Una semana después, se retiró también del Autumn Classic International, evento que se realiza en Canadá, donde acudió una delegación de patinadores mexicanos.
Participó en los Nacionales Mexicanos, del 8 al 18 de noviembre, en Querétaro. Obtuvo el oro en la categoría Avanzados 2 junto a la ovación del público mexicano, y sus programas tuvieron elementos similares a los de la temporada anterior, sin triple axel. Se voceaba su participación en el 2019 Mentor Torun Cup, en Polonia, pero se retiró del evento para recuperarse de su lesión.[cita requerida]
Debido a su larga ausencia de las competiciones, se empezó a especular sobre su participación en el torneo de Cuatro Continentes y Torneos Mundiales, por no contar con los puntajes técnicos mínimos. Sin embargo, sorprendió gratamente al público de Anaheim, pues superó su mejor marca personal en el programa corto, y obtuvo así la oportunidad de participar por segunda vez en un Torneo Mundial Senior, esta vez a realizarse en Saitama, Japón. Pese a tener problemas con sus saltos en el programa largo, mejoró su posición en relación con la temporada anterior (puesto 17), aunque no logró superar la marca dejada por su compatriota, el patinador Luis Hernández, quien había obtenido la posición 15 en 2008. Fue invitado a participar en la Gala del Exhibición junto a otros grandes patinadores. Días después, se comentó su retiro del Mundial Junior para enfocarse en el Mundial Senior. Su participación en el Campeonato Mundial de 2019 lo dejó en el lugar 33 del programa corto; logró 54.99 puntos, pero no calificó al programa libre.
En mayo, participó en los Juegos de Hielo 2019, realizados en Puebla, donde obtuvo el primer lugar con 202.60 en el resultado final y se convirtió en el primer patinador mexicano en aterrizar un triple axel en una competición nacional.[cita requerida]

### Temporada 2019–2020
A fines de mayo, Donovan anunció su participación en 2019 Skate la Grande. El torneo se realizó a fines de junio en San Diego, donde debutaron los nuevos programas de la temporada y él consiguió el primer lugar. Durante una exhibición en la Copa Santa Fe, confirmó su participación en el Philadelphia Summer International y en el Autumn Classic International. Entre sus metas de la temporada: estabilizar el triple axel y probablemente añadir saltos cuádruples en sus programas más adelante.[cita requerida]
Durante su participación en el Philadelphia Summer International, pese a pequeñas dificultades con las salidas de algunos de sus saltos y una caída en un triple axel en la segunda mitad de su programa libre, obtuvo el segundo lugar y también su primera medalla de plata en ese torneo.[cita requerida]
En el Autumn Classic International, quedó octavo en el programa corto (sufrió una caída durante su salto combinado) y nuevamente tuvo inconvenientes con el triple axel y algunas combinaciones en el programa libre, y alcanzó el lugar 10 en el programa libre y el décimo en la general. Algo similar ocurrió durante el torneo de Golden Spin Zagreb, donde terminó en el puesto 17. Al ser entrevistado por sus siguientes competiciones, Donovan comentó que participará en el Torneo de Cuatro Continentes, con miras a obtener los puntajes mínimos requeridos para poder participar en el Mundial 2020. Además, comentó que la caída en el programa corto recrudeció una lesión en el tobillo.[cita requerida]
En febrero del 2020, participó en el torneo de Cuatro Continentes en Seúl, Corea del Sur. Obtuvo allí sus mejores marcas personales tanto para el programa corto como el largo con el nuevo sistema de calificación de la ISU y el lugar 15, con lo que igualó la hazaña del patinador mexicano Luis Hernández (2008). Una vez más, su carisma y su amor por el patinaje le valieron ser invitado a la Gala de Exhibición por segundo año consecutivo. Al no conseguir el puntaje mínimo requerido para el Campeonato Mundial por 0.2, decidió participar en la Challenge Cup, realizada en los Países Bajos dos semanas después. Quedó en el puesto 10, y no logró obtener el puntaje mínimo necesario para Mundos. Sin embargo, ya en esos días se iniciaron una serie de alertas sanitarias en diversos países por la aparición de la variante delta de coronavirus de rápido contagio, y a principios de marzo la ISU anunció que se postergaría el Campeonato Mundial a solicitud del gobierno de Canadá por el inminente inicio de una pandemia (la pandemia de COVID-19), y en abril de 2020 el campeonato mundial se canceló oficialmente.[cita requerida]

### Temporada 2020–2021
La temporada inició con contratiempos debido a las restricciones por la pandemia por COVID-19, varios de los eventos a los que inicialmente tenía planeado participar se suspendieron, se pospusieron y luego se cancelaron. A ello se sumó el hecho de que varias pistas de hielo en México se cerraron, y dejaron a Donovan Carrillo sin un lugar apropiado para entrenar, por lo que tuvo que ser creativo para mantener el ritmo de entrenamiento necesario. Afortunadamente, siguió contando con el apoyo de sus patrocinadores. Por redes sociales, compartió videos mostrando sus progresos en la consistencia de sus saltos (triple axel) y de sus intentos por nuevos saltos (quad toe). Además, anunció que cambiaría su programa libre.[cita requerida]
No fue sino hasta 2021 cuando pudo finalmente volver a participar en un evento internacional, esta vez en la Challenge Cup 2021 realizada en febrero en La Haya. Pese a ser su primera competición de la temporada, era su única oportunidad de obtener el puntaje tecnológico mínimo requerido en el programa largo para participar en el Campeonato Mundial, y no solo logró obtenerlo (consiguió 67.31), sino que además se convirtió en el primer patinador mexicano en intentar ejecutar un salto cuádruple en una competencia internacional ISU (intentó un quad toe en el programa corto, el cual fue degradado/considerado "under rotated"). Al finalizar la competencia, su entrenador Gregorio Nuñez declaró: "Ha sido muy difícil por la pandemia, nuestras instalaciones estuvieron cerradas durante mucho tiempo. Ha costado retomar el ritmo competitivo y por eso hubo algunos detalles en Holanda. Creo que los que hemos batallado más han sido países como México, porque en Europa se abrió primero, Asia, ellos tuvieron más tiempo. En Estados Unidos y Canadá, y en Latinoamérica nos quedamos al final", pero se mostró optimista en que Donovan lucharía por obtener una plaza olímpica en el campeonato mundial a realizarse en Estocolmo, Suecia, en marzo.
El Campeonato Mundial se realizó del 22 al 28 de marzo en Estocolmo, bajo medidas de seguridad implementadas por la ISU, entre las que se incluía que el campeonato se realizaría sin público, debido a que en este evento se definían las primeras plazas para los Juegos Olímpicos de Invierno de Beijing 2022. En las primeras sesiones de práctica, Donovan integró el grupo 4, que incluía la delegación de Estados Unidos (Jason Brown, Vincent Zhou y Nathan Chen), de Azerbaiyán y de la República Checa. Lejos de intimidarse, superó su mejor marca personal en el programa corto (obtuvo 73.91) y clasificó en el puesto 23 de 24 lugares disponibles para 33 competidores, superando a patinadores de nueve naciones diferentes, incluidos los Estados Unidos. Aunque tuvo algunos problemas con sus saltos en el programa largo, obtuvo nuevas marcas personales tanto para el programa libre (130.87) como el puntaje total (204.78), y finalizó la competición en el puesto número 20, recibiendo elogios de comentaristas deportivos y expatinadores de varios países.[cita requerida]
Debido a los cambios para la clasificación para juegos olímpicos propuestos en 2018, surgió incertidumbre acerca de qué países lograron obtener la ansiada plaza olímpica en patinaje artístico sobre hielo, y circularon rumores acerca de que tal vez solo los primeros 19 lugares conseguirían clasificar. Donovan comentó en las redes sociales que no iba a dejarse desanimar y que se esforzaría más en sus entrenamientos, con miras al torneo de Nebelhorn 2021 (última oportunidad para clasificar para los juegos olímpicos de invierno Beijing 2022). Además, se sintió emocionado pues fue invitado a participar a la Gala de Exhibición. Aunque inicialmente la ISU indicó que anunciaría que el 11 de abril se entregarían plazas olímpicas a los diferentes países, el 1 de abril se publicó el comunicado oficial que confirmaba que el lugar 20 obtenido por Donovan le permitía a México participar en los Juegos Olímpicos de Invierno Beijing 2022 en la categoría senior masculina de patinaje artístico sobre hielo. De esta forma, después de 30 años (los Juegos Olímpicos de Albertville 1992, en Francia, habían sido la más reciente participación de México en el patinaje artístico sobre hielo), México volvería a contar con un representante en esta categoría, y Donovan pasó a formar parte del pequeño grupo de élite de patinadores mexicanos olímpicos (Diana Encinas, Mayda Navarro y Ricardo Olavarrieta, este último abanderado en los Juegos Olímpicos de Calgary 1988).[cita requerida]

### Temporada 2021–2022
Carrillo empezó su temporada 2021 en la Cranberry Cup International, donde terminó en novena posición.
Compitiendo en el 5o. Festival Abierto Mexicano, Carrillo no solo ganó una medalla de oro, sino que también se convirtió en el primer patinador artístico mexicano en lograr un salto cuádruple, con un cuádruple Salchow en competición.
Continuó la temporada en la U.S. International Figure Skating Classic, donde alcanzó sus mejores puntuaciones personales en todas las categorías. Con 77.48 puntos en el programa corto y 130.93 en el programa largo, alcanzó una marca total de 208.41 puntos, lo que lo posicionó en el quinto lugar al terminar la competencia.
En el Finlandia 2021, se convirtió en el primer mexicano en aterrizar un quad Salchow en combinación, en una competición internacional. Con una nueva marca personal en patinaje libre, Carrillo terminó en el 15o. lugar, con 192.54 puntos en total.
En el Campeonato Mexicano de Patinaje Artístico, Donovan ganó su cuarto título nacional.[cita requerida]
Su debut en los Juegos Olímpicos de Beijing 2022 se dio con un 79.69 en la rutina corta y se colocó en el lugar 22 en la final.

### 2022
Donovan Carrillo canceló su participación en el Campeonato Mundial de Patinaje Artístico sobre Hielo, con sede en Montpellier, Francia, debido a que sus patines no llegaron a tiempo a esa ciudad.

## Registros y logros
- Primer patinador mexicano en lograr un salto cuádruple (quad Salchow) en combinación en una competencia internacional (CS Finlandia Trophy).
- Primer patinador mexicano en lograr un salto cuádruple (quad Salchow) en una competencia nacional (5o Festival Abierto Mexicano).
- Patinador artístico sobre hielo mexicano que clasificó a México a los Juegos Olímpicos de Invierno Beijing 2022 en su categoría después de 30 años.
- Primer patinador mexicano en intentar un salto cuádruple (quad toe) en una competencia internacional (Challenge Cup 2021).
- Primer patinador mexicano en completar exitosamente un triple axel en una competencia ISU (International Skating Union).
- Primer patinador mexicano en participar en una Gala en un Campeonato Mundial ISU (Estocolmo, Suecia, 2021, como invitado).
- Primer patinador mexicano en participar en dos Galas del Torneo de Cuatro Continentes ISU (Anaheim, Estados Unidos, 2019 y Seúl, Corea del Sur, 2020 como invitado).
- Primer patinador mexicano en finalizar dentro de los primeros 10 lugares en dos competencias ISU Junior Grand Prix en la categoría masculina (2016 JGP Alemania y 2017 JGP Austria).
- El puntaje obtenido en Estocolmo (204.78) es el más alto obtenido por un patinador mexicano en una competencia internacional con el nuevo sistema de evaluación.
- Primer patinador mexicano en clasificar y llegar a la final en dos torneos mundiales ISU en el mismo año: Torneo Mundial de Patinaje Artístico Junior 2018, en Sofía, Bulgaria, y en el Torneo Mundial de Patinaje Artístico 2018, en Milán, Italia, representando a México en la categoría masculina.
- Puntaje total (200.76 en Milán 2018) más alto obtenido por un patinador mexicano en una competencia internacional ISU con el anterior sistema de puntuación.
- Representante mexicano a nivel internacional, avalado por la ISU (International Skating Union) en patinaje artístico sobre hielo desde el 2013.
- En febrero de 2019 ingresó a un fideicomiso en la Comisión Nacional de Cultura Física y Deporte (Conade), el mismo que se otorgaría a partir de marzo.[33]

## Premios
| Año  | Premio                                                                           | Categoría                     | Resultado |
| ---- | -------------------------------------------------------------------------------- | ----------------------------- | --------- |
| 2022 | Socialiteen Awards México Archivado el 17 de febrero de 2023 en Wayback Machine. | Deportista Revelación del Año | Ganador   |

## Programas
| Temporada | Programa corto                                                                                     | Programa libre | Exhibición                                                     |
| --------- | -------------------------------------------------------------------------------------------------- | --- | -------------------------------------------------------------- |
| 2021–2022 | - Black Magic Woman de Carlos Santana - Shake It de Carlos Santana , coreografía de Benoît Richaud | - Perhaps, Perhaps, Perhaps de Osvaldo Farrés interpretada por Daniel Boaventura y Carlos Rivera - Sway interpretada por Dean Martin - María interpretada por Ricky Martin - Bailar de Deorro coreografía de Gregorio Nuñez |                                                                |
| 2020–2021 | - The Great Bands / In the Mood de Glenn Miller, coreografía de Gregorio Núñez                     | - Perhaps, Perhaps, Perhaps de Osvaldo Farrés interpretada por Daniel Boaventura y Carlos Rivera - Sway Mix de Pedro Infante interpretada por Michael Bublé                                                                 | - Charro Mix de Varios Artistas, coreografía de Gregorio Núñez |
| 2019–2020 | - The Great Bands / In the Mood de Glenn Miller, coreografía de Gregorio Núñez                     | - Aranjuez de Il Divo, coreografía de Gregorio Núñez | - Charro Mix de Varios Artistas, coreografía de Gregorio Núñez |
| 2018–2019 | - Jazz Machine de Black Machine - Picante de Vanessa Mae; coreografía de Gregorio Núñez            | - Ya lo sé que tú te vas de Juan Gabriel, coreografía de Gregorio Núñez | - Capone de Ronan Hardiman, coreografía de Gregorio Núñez      |
| 2017–2018 | - Capone de Ronan Hardiman, coreografía de Gregorio Núñez                                          | - Hasta Que Te Conocí de Juan Gabriel, interpretada por Raúl di Blasio, coreografía de Gregorio Núñez |                                                                |
| 2016–2017 | - Mezcla de mambo de Pérez Prado, coreografía de Gregorio Núñez                                    | - Hasta Que Te Conocí de Juan Gabriel, interpretada por Raúl di Blasio, coreografía de Gregorio Núñez |                                                                |
| 2015–2016 | - Mezcla Danzones Mexicanos, coreografía de Gregorio Núñez                                         | - Mezcla de mambo de Pérez Prado, coreografía de Gregorio Núñez |                                                                |
| 2014–2015 | - Mezcla Danzones Mexicanos, coreografía de Gregorio Núñez                                         | - El Príncipe de Egipto (soundtrack) de Hans Zimmer - La Momia de Jerry Goldsmith, coreografía de Gregorio Núñez |                                                                |

## Puntos destacados competitivos
CS: Challenger Serie; JGP: Junior Grand Prix
| Internacional                             | Internacional | Internacional | Internacional | Internacional | Internacional | Internacional | Internacional | Internacional | Internacional |
| Acontecimiento                            | 13–14         | 14–15         | 15–16         | 16–17         | 17–18         | 18–19         | 19–20         | 20–21         | 21–22         |
| ----------------------------------------- | ------------- | ------------- | ------------- | ------------- | ------------- | ------------- | ------------- | ------------- | ------------- |
| Mundiales Senior                          |               |               |               |               | 22.º          | 33.º          | NA            | 20.º          |               |
| Cuatro Continentes                        |               |               |               |               | 18.º          | 17.º          | 15.º          |               |               |
| CS Fanlandia Trophy                       |               |               |               |               |               |               |               |               | 15.º          |
| CS Nebelhorn                              |               |               |               |               | 14.º          |               |               |               |               |
| CS Golden Sping of Zagreb                 |               |               |               |               |               |               | 17.º          |               |               |
| Autumn Classic Int.                       |               |               |               |               |               | WD            | 10.º          |               |               |
| Philadelphia Summer Int.                  |               |               |               |               | 9.º           |               | 2.º           |               |               |
| Open México                               |               |               |               |               |               | WD            |               |               |               |
| Mentor Torun Cup                          |               |               |               |               |               | WD            |               |               |               |
| Challenge Cup                             |               |               |               |               |               |               | 10.º          | 9.º           |               |
| Cranberry Cup                             |               |               |               |               |               |               |               |               | 9.º           |
| U.S. International Figure Skating Classic |               |               |               |               |               |               |               |               | 5.º           |
| Internacional Junior                      |               |               |               |               |               |               |               |               |               |
| Mundiales Junior                          |               |               |               | 27.º          | 21.º          | WD            |               |               |               |
| JGP Bratislava                            |               |               |               |               |               | 11.º          |               |               |               |
| JGP Australia                             |               |               |               |               | 7.º           |               |               |               |               |
| JGP Checo Rep.                            |               | 21.º          |               |               |               |               |               |               |               |
| JGP Alemania                              |               | 22.º          |               | 9.º           |               |               |               |               |               |
| JGP Japón                                 |               |               |               | 13.º          |               |               |               |               |               |
| JGP México                                | 15.º          |               |               |               |               |               |               |               |               |
| Santa Claus Coup                          |               | 8.º           |               |               |               |               |               |               |               |
| Nacional                                  |               |               |               |               |               |               |               |               |               |
| Campeonato de México                      | 1.ºJ          |               |               |               |               | 1.ºS          | 1.ºS          |               | 1.ºS          |
| Hielo Juegos                              |               |               |               |               |               | 1.ºS          |               |               |               |
| J = Junior S = Senior                     |               |               |               |               |               |               |               |               |               |

## Resultados detallados
| Temporada 2021–2022            |                                                              |           |          |           |           |
| Fecha                          | Evento                                                       | Categoría | SP       | FS        | Total     |
| 7–10 de octubre de 2021        | Finlandia Trophy                                             | Senior    | 21 61.06 | 14 131.48 | 15 192.54 |
| 14–17 de septiembre de 2021    | U.S. Figure Skating Classic                                  | Senior    | 4 77.48  | 7 130.93  | 5 208.41  |
| 11–15 de agosto de 2021        | Cranberry Cup                                                | Senior    | 8 63.70  | 10 106.38 | 9 170.08  |
| Temporada 2020–2021            |                                                              |           |          |           |           |
| Fecha                          | Evento                                                       | Categoría | SP       | FS        | Total     |
| 22–28 de marzo de 2021         | Campeonato Mundial de Patinaje Artístico sobre Hielo de 2021 | Senior    | 23 73.91 | 19 130.87 | 20 204.78 |
| 25–85 de febrero de 2021       | Challenge Cup                                                | Senior    | 11 61.45 | 8 129.15  | 9 190.60  |
| Temporada 2019–2020            |                                                              |           |          |           |           |
| Fecha                          | Evento                                                       | Categoría | SP       | FS        | Total     |
| 20–23 de febrero de 2020       | 2020 Challenge Cup                                           | Senior    | 7 68.93  | 11 117.63 | 10 186.56 |
| 4–9 de febrero de 2020         | 2020 Campeonato de los Cuatro Continentes                    | Senior    | 13 73.13 | 16 127.96 | 15 201.09 |
| 4–7 de diciembre de 2019       | 2019 CS Golden Spin of Zagreb                                | Senior    | 17 66.59 | 18 117.28 | 17 183.87 |
| 12–14 de septiembre de 2019    | 2019 Autumn Classic International                            | Senior    | 8 65.94  | 10 109.05 | 10 174.99 |
| 31 julio – 4 de agosto de 2019 | 2019 Philadelphia Summer International                       | Senior    | 2 69.08  | 4 127.71  | 2 196.79  |
| 29–30 de junio de 2019         | 2019 Skate La Grande, San Diego                              | Senior    | 1        | 1         | 1 178.88  |
| Temporada 2018–2019            |                                                              |           |          |           |           |
| Fecha                          | Evento                                                       | Categoría | SP       | FS        | Total     |
| 18–24 de marzo de 2019         | Campeonato Mundial de Patinaje Artístico sobre Hielo de 2019 | Senior    | 33 54.99 | - N/A     | - N/A     |
| 7-10 de febrero de 2019        | Campeonato de los Cuatro Continentes de 2019                 | Senior    | 14 71.16 | 20 103.54 | 17 174.70 |
| 8-12 de enero de 2019          | 2019 Mentor Torun Cup                                        | Senior    | WD       | WD        | WD        |
| 20–22 de septiembre de 2018    | 2018 CS Autumn Classic                                       | Senior    | WD       | WD        | WD        |
| 22–25 de agosto de 2018        | 2018 JGP Bratislava                                          | Junior    | 11 58.09 | 11 107.60 | 11 165.69 |
| Temporada 2017–2018            |                                                              |           |          |           |           |
| Fecha                          | Evento                                                       | Categoría | SP       | FS        | Total     |
| 19–25 de marzo de 2018         | 2018 World Figure Skating Championships                      | Senior    | 24 68.13 | 21 132.63 | 22 200.76 |
| 5–11 de marzo de 2018          | 2018 World Junior Championships                              | Junior    | 19 61.37 | 22 107.31 | 21 168.68 |
| 22–28 de enero de 2018         | 2018 Four Continents Championships                           | Senior    | 22 59.07 | 17 126.84 | 18 185.91 |
| 27–30 de septiembre de 2017    | 2017 CS Nebelhorn Trophy                                     | Senior    | 19 55.83 | 12 121.83 | 14 177.66 |
| 23–26 de agosto de 2017        | 2017 JGP Brisbane                                            | Junior    | 9 51.61  | 5 121.80  | 7 173.41  |
| 3–6 de agosto de 2017          | 2017 Philadelphia Summer International                       | Senior    | 7 65.12  | 9 119.13  | 9 184.45  |
| Temporada 2016–2017            |                                                              |           |          |           |           |
| Fecha                          | Evento                                                       | Categoría | SP       | FS        | Total     |
| 13–19 de marzo de 2017         | 2017 World Junior Championships                              | Junior    | 27 53.92 | - N/A     | - N/A     |
| 5–8 de octubre de 2016         | 2016 JGP Dresde                                              | Junior    | 11 54.78 | 10 114.37 | 9 169.15  |
| 8–11 de septiembre de 2016     | 2016 JGP Yokohama                                            | Junior    | 12 53.64 | 12 102.04 | 13 155.68 |
| Temporada 2014–2015            |                                                              |           |          |           |           |
| Fecha                          | Evento                                                       | Categoría | SP       | FS        | Total     |
| 3–6 de septiembre de 2014      | 2014 JGP Ostrava                                             | Junior    | 21 34.39 | 21 58.62  | 21 93.01  |
| 1–4 de octubre de 2014         | 2014 JGP Dresde                                              | Junior    | 22 38.38 | 22 70.79  | 22 109.17 |
| Temporada 2013–2014            |                                                              |           |          |           |           |
| Fecha                          | Evento                                                       | Categoría | SP       | FS        | Total     |
| 4–8 de septiembre de 2013      | 2013 JGP México                                              | Junior    | 15 31.52 | 17 53.65  | 15 85.17  |